# Viceré del Kush
Il Viceré del Kush (lingua egizia Sꜣ-nswt-n-Kꜣš - lett. "Il figlio kushita del Re") era un funzionario dell'Antico Egitto incaricato di governare per conto del faraone la Nubia come viceré plenipotenziario.

## Storia

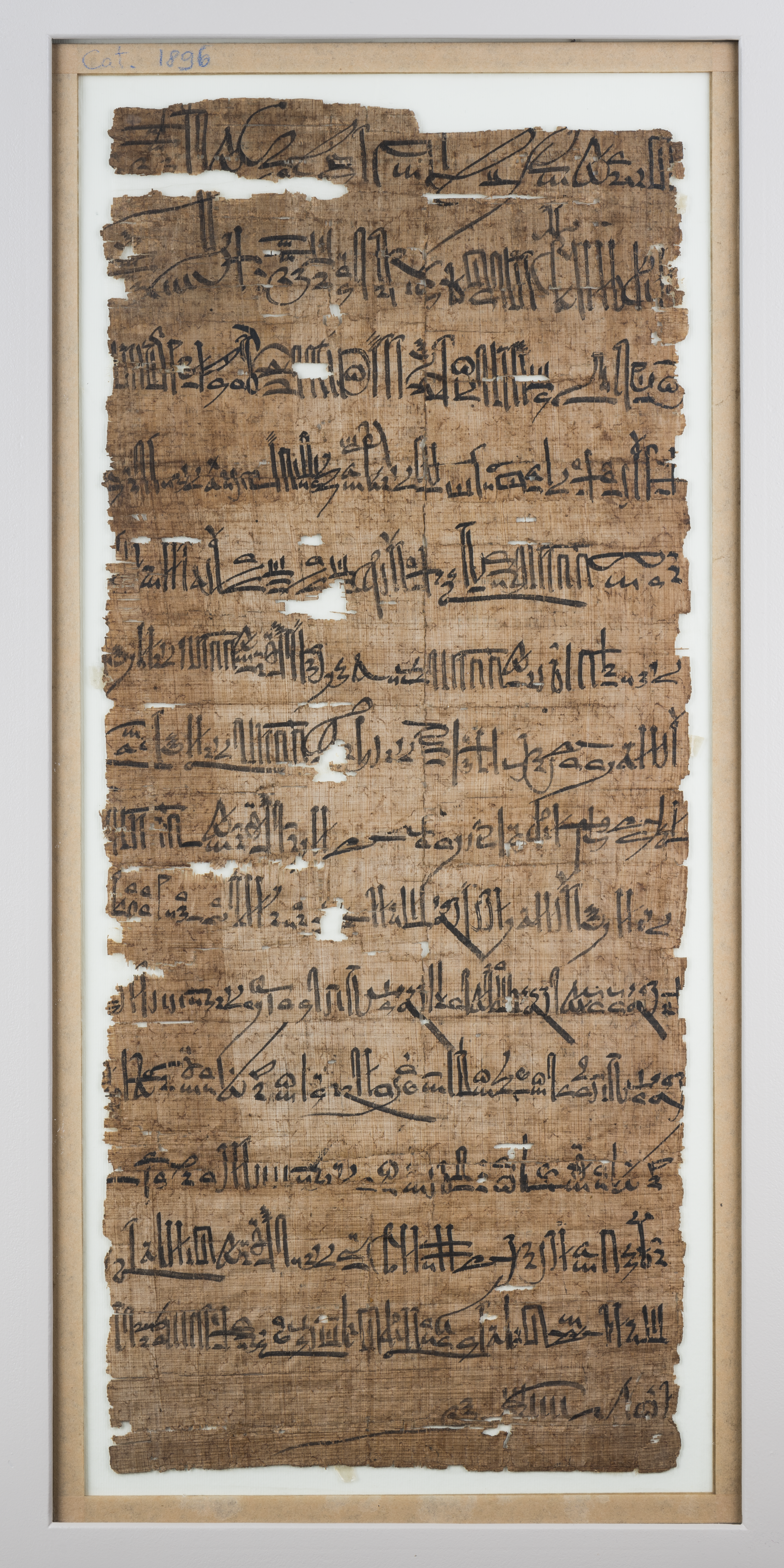
Decreto reale di Ramesse XI indirizzato a Panehesi, viceré del Kush. 1106–1077 a.C., XX dinastia, Museo Egizio, Torino.

L'antico regno di Kerma (Nubia) fu una provincia dell'Impero egizio dal XVI  all'XI secolo a.C. Durante questo periodo, il sistema politico locale fu governato da un viceré che faceva rapporto direttamente al faraone. Si ritiene che la XXV Dinastia egizia fosse discendente dalla genealogia di questi viceré, così come le dinastie che governarono il Kush resosi indipendente dall'Egitto fino al IV secolo d.C.
Il "Figlio del re di Kush" governava l'area a nord della Terza Cataratta. L'area era divisa in Wawat a nord, con centro ad Aniba, e Kush a sud, con centro a Soleb prima (XVIII Dinastia) e Amara poi. Il titolo decadde sotto Paiankh. Pinudjem II nominò una delle sue mogli "Sovrintendente delle Terre Estere del Sud e Viceré del Kush".

## Elenco dei Viceré del Kush
Di seguito è riportato un elenco dei Viceré del Kush basato principalmente sull'elenco assemblato dallo studioso George Reisner. 
| Viceré               | Dinastia              | Faraone                                     | Note |
| -------------------- | --------------------- | ------------------------------------------- | --- |
| Ahmose "Si-Tayit"    | XVIII dinastia egizia | Ahmose I                                    | Prob. il primo viceré. |
| Ahmose "Turo"        | XVIII dinastia egizia | Amenhotep I e Thutmose I                    | Figlio di Ahmose chiamato Si-Tayit |
| Seni                 | XVIII dinastia egizia | Thutmose I e Thutmose II                    | |
| Penre                | XVIII dinastia egizia | Hatshepsut                                  | |
| Inebny "Amenemnekhu" | XVIII dinastia egizia | Hatshepsut e Thutmose III                   | Attestato nell'anno 18, poi in servizio nell'anno 22. |
| Nehi                 | XVIII dinastia egizia | Thutmose III                                | Attestato negli anni 22 e 23 di regno di Thutmose III. |
| Usersatet            | XVIII dinastia egizia | Amenofi II                                  | |
| Amenhotep            | XVIII dinastia egizia | Thutmose IV e Amenofi III                   | |
| Merymose             | XVIII dinastia egizia | Amenofi III                                 | |
| Tuthmosis            | XVIII dinastia egizia | Akhenaton                                   | |
| Amenhotep "Huy"      | XVIII dinastia egizia | Tutankhamon                                 | Sepolto nella tomba TT40 |
| Paser I              | XVIII dinastia egizia | Ay e Horemheb                               | Figlio del viceré Amenhotep "Huy" |
| Amenemopet           | XIX dinastia egizia   | Seti I and Ramses II                        | Figlio del viceré Paser I e nipote del viceré Amenhotep "Huy" |
| Yuny                 | XIX dinastia egizia   | Ramses II                                   | Inizialmente Custode delle Stalle di Seti I, poi nominato viceré. |
| Heqanakht            | XIX dinastia egizia   | Ramses II                                   | |
| Paser II             | XIX dinastia egizia   | Ramses II                                   | Figlio del Gran Sacerdote di Min e Isis Minmose. Legato alla famiglia Wennefer di Parennefer. |
| Huy                  | XIX dinastia egizia   | Ramses II                                   | Potrebbe aver servito prima e/o dopo Setau. Fu anche governatore di Tjarw e Messaggero reale inviato presso gli Ittiti. Stando ad un'iscrizione, scortò la regina Maathorneferura da Hatti all'Egitto. |
| Setau                | XIX dinastia egizia   | Ramses II                                   | |
| Anhotep              | XIX dinastia egizia   | Ramses II                                   | Sepolto nella TT300. |
| Mernudjem            | XIX dinastia egizia   | Forse viceré sotto Ramses II                | |
| Khaemtir             | XIX dinastia egizia   | Merenptah                                   | |
| Messuy               | XIX dinastia egizia   | Merenptah e forse anche Amenmesse e Seti II | |
| Seti                 | XIX dinastia egizia   | Siptah                                      | |
| Hori I               | XX dinastia egizia    | Sethnakht                                   | Figlio di Kama. |
| Hori II              | XX dinastia egizia    | Ramses III e Ramses IV                      | Figlio di Hori I. |
| Siese                | XX dinastia egizia    | Ramses VI                                   | |
| Nahihor              | XX dinastia egizia    | Ramses VII e forse anche Ramses VIII        | |
| Wentawat             | XX dinastia egizia    | Ramses IX                                   | Figlio di Nahihor |
| Ramessesnakht        | XX dinastia egizia    | Ramses IX                                   | Figlio di Wentawat. |
| Panehesi             | XX dinastia egizia    | Ramses XI                                   | Contribuì all'eliminazione del Primo profeta di Amon Amenhotep. |
| Setmose              | XX dinastia egizia    | Ramses XI                                   | |
| Payankh              | XX dinastia egizia    | Ramses XI                                   | Fu anche Gran Sacerdote di Amon (v.si anche la Dinastia dei primi profeti di Amon). |
| Herihor              | XX dinastia egizia    | Ramses XI                                   | |
| Akheperre            | XXI dinastia egizia   | Menkheperra                                 | L'archivio di el-Hibeh lo menziona anche come Terzo profeta di Amon. |
| Neskhons             | XXI dinastia egizia   | Siamon                                      | Figlia di Nisubanebdjed e della regina Takhentdjehuti, moglie del Gran Sacerdote di Amon Pinedjem II. Sepolta nella tomba DB320                                                                        |
| Pamiu I              | XXIII dinastia egizia | Osorkon III                                 | Il titolo di Viceré è attestato dal sepolcro del nipote. |